# Natasha Bedingfield
Natasha Anne Bedingfield (26. studenog 1981.) je britanska pop pjevačica i tekstopisac.

## Životopis
Svoj prvi album, Unwritten, Natasha Bedingfield snimila je 2004. godine. Prodan je u više od 2,3 milijuna primjeraka diljem svijeta, a sadržavao je 14 pop/R&B pjesama. Riječi pjesama s albuma fokusirane su uz samostalnost, oportunizam i prava žena. U 2007. godini dobila je nominaciju za nagradu Grammy za "najbolju žensku pop vokalnu izvedbu" za pjesmu "Unwritten".
Njezin drugi studijski album N.B. (2007.) ponudio je singlove "I Wanna Have Your Babies", "Soulmate" i "Say It Again". Album je imao utjecaje raznih glazbenih stilova, kao na primjer R&B, reggae i electronica. Bedingfield je do sada imala pet top 10 singlova u Ujedinjenom Kraljevstvu te je do travnja 2008. godine prodala 10 milijuna singlova i albuma širom svijeta.
Godinu dana poslije objavila je svoj treći album Pocketful of Sunshine koji se sastoji od šest pjesama s albuma N.B. i sedam novih pjesama, a ponudio je uspješne singlove "Angel", "Love like This" i "Pocketful of Sunshine".
2010. izdala je četvrti album Strip Me. Sljedeće godine izdala je reizdanje albuma Strip Me Away. Od 2012. radi na novom albumu koji bi se trebao zvati "The Next Chapter" s kojeg je izdala singl "Hope".

## Privatni život
U medijima je 2006.godine nagađano da je Natasha Bedingfield bila u vezi s Nickom Lacheyjem i vodećim vokalistom grupe Maroon 5, Adamom Levineom. Natasha je to komentirala: "Adam je divan, ali nisam u vezi ni s njim ni s Nickom. Čim netko popriča s nekim slavnim, odmah ga se povezuje s njim." Natasha je u vezi s poslovnim čovjekom i filmskim redateljem Matthewom Robinsonom. Vjenčali su se 21. ožujka 2009. godine u Malibuu, Kalifornija.

## Diskografija
- 2004.: Unwritten
- 2007.: N.B.
- 2008.: Pocketful of Sunshine
- 2010.: Strip Me

## Nagrade
Od 11 nominacija za razne prestižne nagrade Natasha Bedingfield osvojila je 5 nagrada.

## Vanjske poveznice
- Službena stranica